# Astragalus sericeopuberulus
Astragalus sericeopuberulus är en ärtväxtart som beskrevs av Antonina Georgievna Borissova. Astragalus sericeopuberulus ingår i släktet vedlar, och familjen ärtväxter. Inga underarter finns listade i Catalogue of Life.